# Jason Colt – The Mystery of the Sexy Diamonds
Jason Colt – The Mystery of the Sexy Diamonds ist ein Action-Spielfilm-Porno des Studios Private Media Group aus dem Jahr 2008. Der Film wurde bei den AVN Awards 2009 als „Best Foreign Feature“ ausgezeichnet.

## Handlung
Der Film handelt in Anlehnung an James Bond von einem Agenten, dessen Mission es ist, das Leben von drei weiblichen Agenten zu retten, den Sexy Diamonds. Jede Frau hat ihren eigenen Auftrag, der sie in Gefahr bringt.

## Auszeichnungen
- 2009: AVN Award – Best Foreign Feature
- 2009: AVN Award – Best Foreign Director

## Wissenswertes
- Der Film wurde an Drehorten in New York, Boston, Nantucket Island und auf Taiwan gedreht. Es dauerte anderthalb Jahre, den Film fertigzustellen.